# Спрінгбрук (Вісконсин)
Спрінгбрук (англ. Springbrook) — місто (англ. town) в США, в окрузі Вошберн штату Вісконсин. Населення — 504 особи (2020).

## Демографія
Згідно з переписом 2010 року, у місті мешкало 445 осіб у 214 домогосподарствах у складі 134 родин. Було 320 помешкань
Расовий склад населення:
| - 96,6 % — білих - 0,9 % — корінних американців |

До двох чи більше рас належало 2,5 %. Частка іспаномовних становила 0,2 % від усіх жителів.
За віковим діапазоном населення розподілялося таким чином: 16,2 % — особи молодші 18 років, 61,3 % — особи у віці 18—64 років, 22,5 % — особи у віці 65 років та старші. Медіана віку мешканця становила 49,1 року. На 100 осіб жіночої статі у місті припадало 115,0 чоловіків;  на 100 жінок у віці від 18 років та старших — 116,9 чоловіків також старших 18 років.
Середній дохід на одне домашнє господарство  становив 48 721 долар США (медіана — 38 056), а середній дохід на одну сім'ю — 60 088 доларів (медіана — 52 083). Медіана доходів становила 41 250 доларів для чоловіків та 29 167 доларів для жінок. За межею бідності перебувало 15,4 % осіб, у тому числі 16,0 % дітей у віці до 18 років та 6,6 % осіб у віці 65 років та старших.
Цивільне працевлаштоване населення становило 251 особа. Основні галузі зайнятості: виробництво — 23,1 %, освіта, охорона здоров'я та соціальна допомога — 16,3 %, будівництво — 13,5 %, роздрібна торгівля — 12,7 %.